# Farida Haddouche
Pour les articles homonymes, voir Haddouche.
Farida Haddouche (née en 1959 à Alger) est une femme politique algérienne.
Elle est députée du Parti du front de libération nationale dans la circonscription d'Alger. Elle fut Ministre de la Communication dans les gouvernements Belkhadem I (25 mai 2006-4 juin 2007) et Belkhadem II (4 juin 2007-24 juin 2008).

## Voir également
- (fr) Représentation des femmes à l'Assemblée algérienne